# Hygrotus thermarum
Hygrotus thermarum là một loài bọ cánh cứng trong họ Bọ nước. Loài này được Darlington miêu tả khoa học năm 1928.